# William Weir
William James Alexander Weir (ur. 4 kwietnia 1891, zm. ?) – as lotnictwa australijskiego Royal Australian Air Force z 6 potwierdzonymi  zwycięstwami w I wojnie światowej. 
William James Alexander Weir urodził się w Leichhardt w Nowej Południowej Walii w Australii. Zaciągnął się do Armii Australijskiej 24 września 1914 roku. Po służbie w 6th Australian Light Horse Regiment, został przyjęty do Royal Australian Air Force do jednostki No. 1 Squadron RAAF.
Latał na samolocie Royal Aircraft Factory B.E.2 i walczył na Bliskim Wschodzie jako obserwator. Pierwsze zwycięstwo powietrzne odniósł 23 maja 1918 roku z pilotem Carrickiem Paulem.  Ostatnie 6 zwycięstw odniósł 16 sierpnia. Powojenne losy Weira nie są znane.